# Karl zu Mecklenburg (1708–1752)

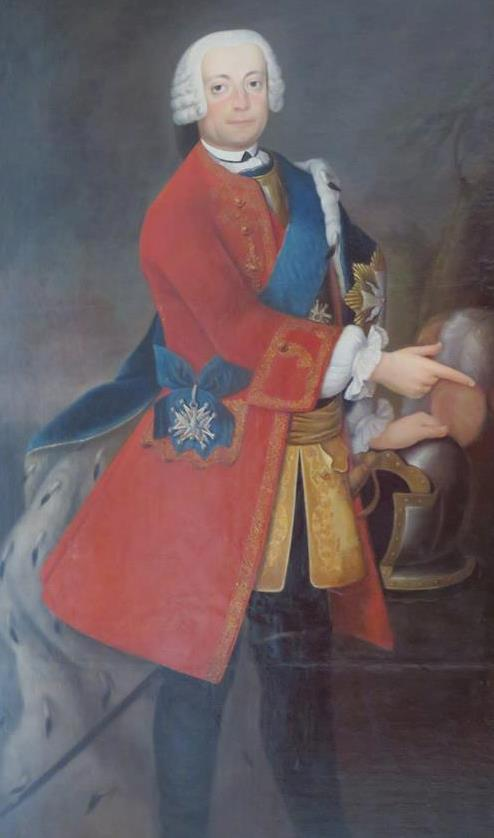
Karl zu Mecklenburg. Altersporträt von Daniel Woge (Royal Collection)

Karl, Herzog zu Mecklenburg [-Strelitz], genannt „Prinz von Mirow“ (* 23. Februar 1708 in Strelitz; † 4. Juni 1752 in Mirow), war ein Prinz des Hauses Mecklenburg-Strelitz. Zwei seiner Söhne, Adolf Friedrich (IV.) und Karl (II.), wurden später Regenten von Mecklenburg im Landesteil Mecklenburg-Strelitz, eine Tochter wurde Königin von Großbritannien.

## Leben
Karl (Ludwig Friedrich) wurde als jüngster Sohn des seit 1701 in Mecklenburg-Strelitz regierenden Herzogs Adolf Friedrich II. mit Mirow apanagiert. Dort lebte er mit seiner Familie zunächst auf der Schlossinsel, später im sogenannten unteren oder neuen Schloss.
Nach dem Tod des Vaters fiel die Thronfolge in Mecklenburg-Strelitz Karls älterem Halbbruder Adolf Friedrich III. zu. Nachdem absehbar war, dass aus dessen Ehe keine männlichen Nachfolger hervorgehen würden, wuchs nach dem Prinzip der Sekundogenitur die politische Bedeutung der Mirower Nebenlinie, die aller Voraussicht nach den künftigen Thronfolger stellen würde. Ob 1738 bereits die Namenswahl von Karls erstgeborenem Sohn Adolf Friedrich (IV.) unter dieser Maßgabe stand, ist (bisher) nicht sicher belegt. Bemerkenswert ist, dass fünf der neun regierenden Fürsten in Mecklenburg-Strelitz den Namen Adolf Friedrich trugen, sich bei dieser Namensvergabe also eine Haustradition herausgebildet hatte. Das politische Kräftemessen in Mecklenburg zwischen den regierenden Herzögen und der Ritterschaft, die in Karl ihren Verbündeten sah, im Vorfeld und während der Verhandlungen zum 1755 geschlossenen Landesgrundgesetzlichen Erbvergleich (LGGEV) belastete das Verhältnis beider Halbbrüder zunehmend.
Seit Mitte der 1730er Jahre versammelte Karl in Mirow eine größere Zahl junger Adeliger und Akademiker um sich, die in der zweiten Jahrhunderthälfte zur geistigen Elite des kleinen südostmecklenburgischen Ländchens zählten. Er pflegte Kontakte zum späteren Preußenkönig Friedrich (II.) in Rheinsberg ebenso wie mit Hannover und lebte in zeittypisch pietistischer Frömmigkeit gemäßigterer Ausprägung. Auf Karls Drängen hin entstand das Frühwerk von Samuel Buchholz, einem der großen brandenburgischen Historiographen der Spätaufklärung.
Als Karl im Jahre 1752 44-jährig starb, wurde sein Erstgeborener Erbprinz von Mecklenburg-Strelitz und – als auch Karls Bruder sechs Monate nach ihm ohne männliche Nachfahren starb – unter erheblichen politischen Turbulenzen als Adolf Friedrich IV. regierender Fürst des Strelitzer Landesteils.

## Ehe und Nachkommen
Herzog Karl heiratete am 5. Februar 1735 in Hildburghausen Prinzessin Elisabeth Albertine, Tochter des Herzogs Ernst Friedrich I. von Sachsen-Hildburghausen, die – vom Kaiser zum Vormund ihrer Kinder ernannt – für ihren älteren Sohn später zeitweilig die Regentschaft in Mecklenburg-Strelitz führte. Im Vormundschaftsstreit von 1752/53, in dem Herzog Christian Ludwig II. von Mecklenburg-Schwerin als nächster männlicher Verwandter die Vormundschaft zumindest für den ältesten Sohn für sich beanspruchte, spielte sie eine zentrale Rolle.
Aus dieser Ehe gingen zehn Kinder hervor, von denen sechs das Erwachsenenalter erreichten:
- Christiane (1735–1794)
- Caroline (*/† 1736)
- Adolf Friedrich IV. (1738–1794), (regierender) Herzog zu Mecklenburg [-Strelitz]
- Elisabeth Christine (1739–1740)
- Sophie Louise (1740–1741)
- Karl II. (1741–1816), (regierender) Herzog zu, später Großherzog von Mecklenburg [-Strelitz]
- Ernst (1742–1814)
- Sophie Charlotte (1744–1818) ⚭ 1761 König Georg III. von Großbritannien
- Gotthilf (*/† 1745)
- Georg (August) (1748–1785), kaiserlicher Generalmajor in Ungarn

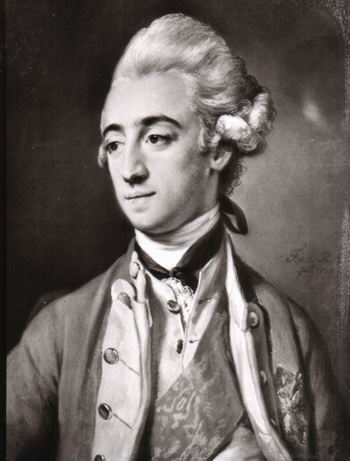
Prinz Ernst
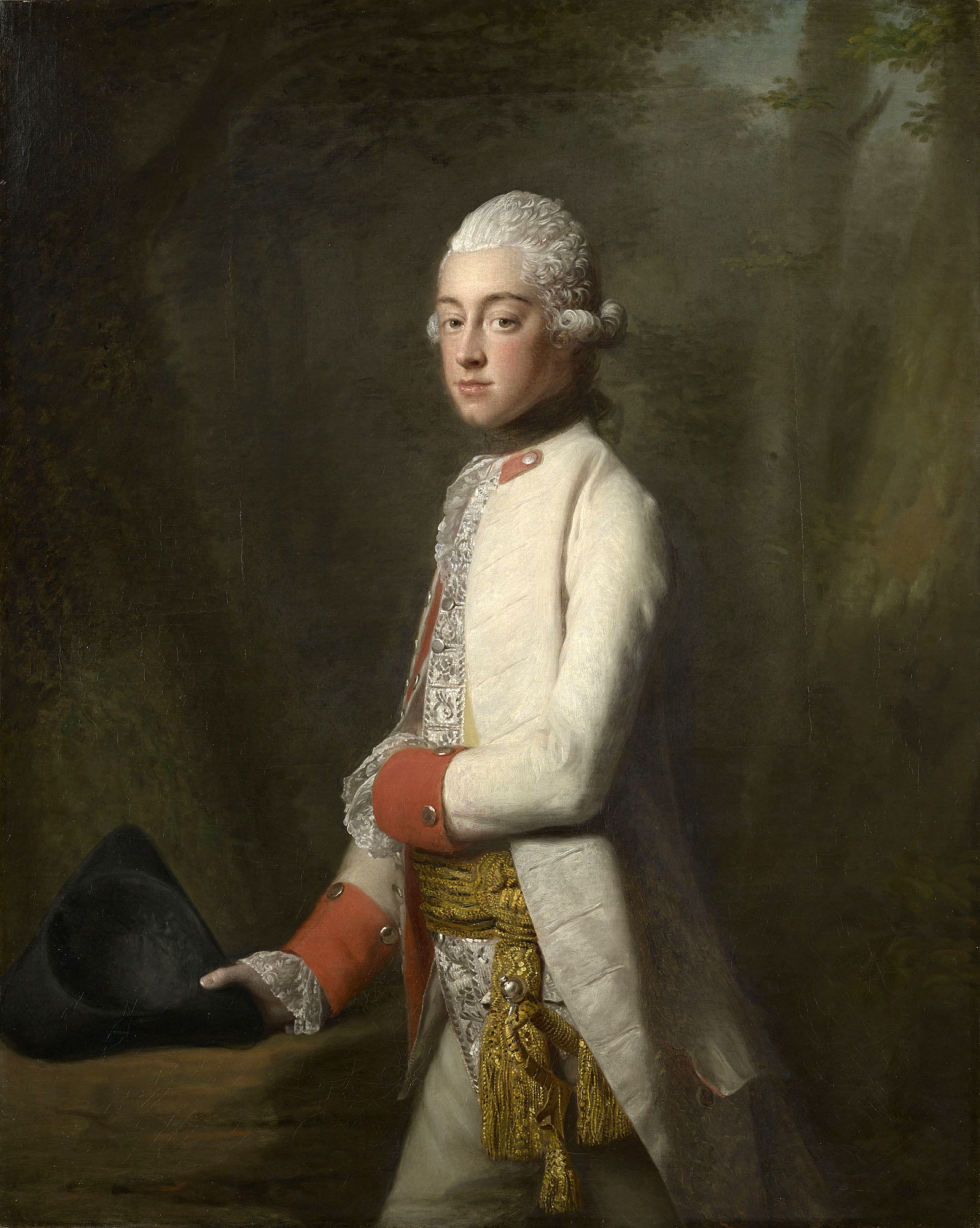
Prinz Georg August